# Rathaus Wedding
Das Rathaus Wedding ist ein kommunales Gebäudeensemble im Berliner Ortsteil Wedding (Bezirk Mitte) in der Nähe des Leopoldplatzes. Es besteht aus dem im Jahr 1930 fertiggestellten und inzwischen unter Denkmalschutz stehenden Originalgebäude sowie aus einem 1966 ergänzten Hochhaus mit vorgelagertem Pavillon. Der Verwaltungskomplex befindet sich in der Müllerstraße 146/147.

## Gebäude von 1930
Die Gründung von Groß-Berlin 1920 führte zur Bildung des Bezirks Wedding aus den bis dahin bestehenden Ortsteilen von Alt-Berlin, Wedding, Gesundbrunnen sowie Teilen der Oranienburger Vorstadt und der Rosenthaler Vorstadt. Da der neu gegründete Bezirk weder über ein Rathaus noch eigene Verwaltungseinrichtungen verfügte, veranlasste das Bezirksamt Wedding den Bau des Gebäudes, das in den Jahren 1928 bis 1930 nach Plänen des Magistratsoberbaurats Friedrich Hellwig errichtet wurde. In der Zeit davor waren die Abteilungen der Bezirksverwaltung an 25 Orten des Bezirks verteilt. Hauptsitz für die Bezirks- und Stadtverordnetenversammlung Wedding war von 1918 bis zur Einweihung des Rathausbaus am 18. November 1930 das Ledigenwohnheim Schönstedtstraße 1. In der obersten Etage befand sich der Rats-Sitzungssaal.

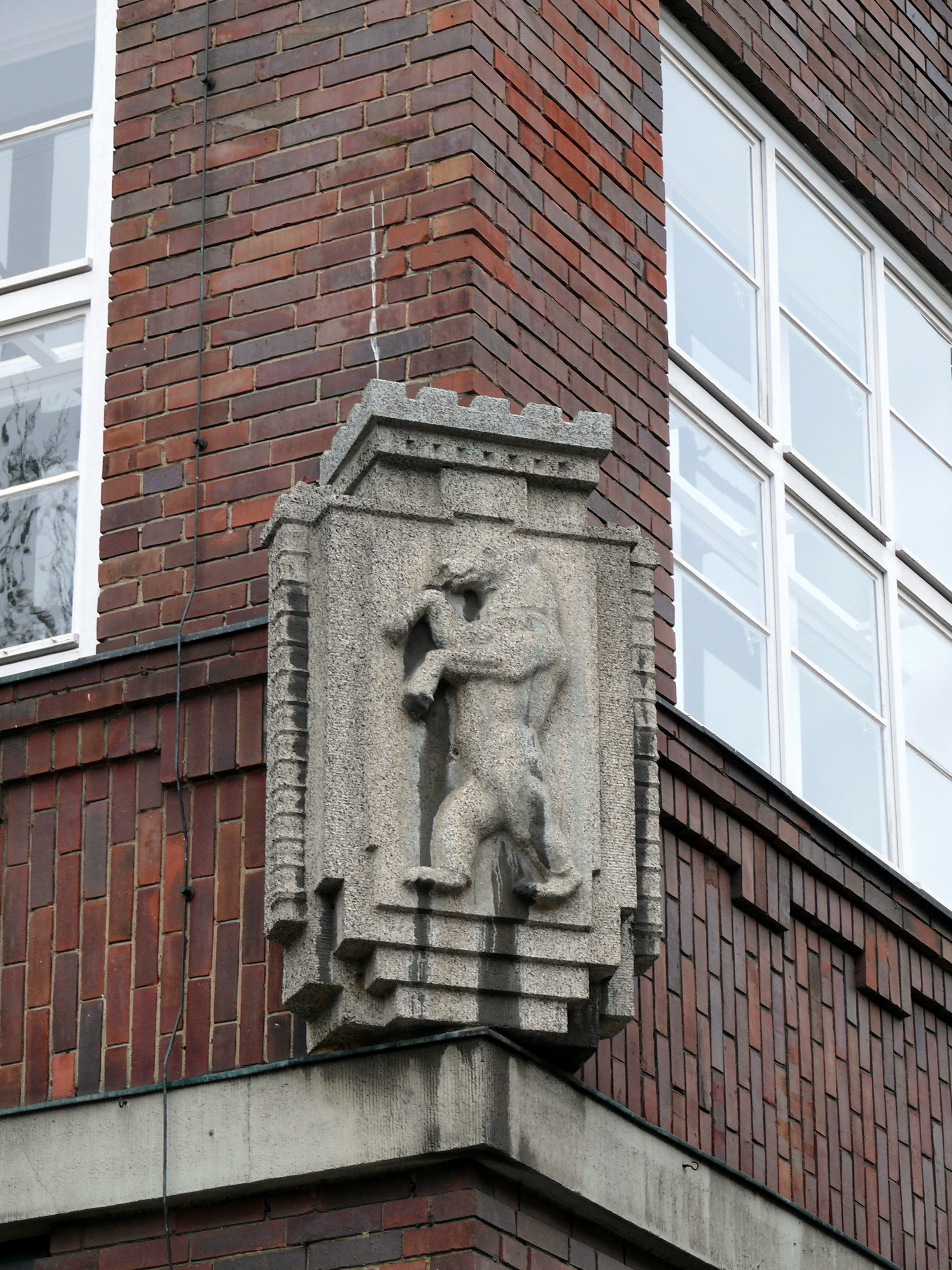
Steinernes Wappen Berlins

Als eines der wenigen Verwaltungsgebäude in Berlin entstand es in der Weimarer Zeit in der Tradition der Neuen Sachlichkeit. Die Baukosten waren mit 2,2 Millionen Mark geplant, nur zwei Millionen wurden tatsächlich benötigt. Den nicht verbrauchten Betrag legte der damalige Bürgermeister Carl Leid für den Reparaturfonds zurück.
Das auf einer Seite an die Nachbarbebauung anschließende rund 60 m × 50 m große Gebäude ist ein fünfgeschossiger gerasterter Backsteinbau, dessen zwei von der Müllerstraße aus sichtbare Fassadenseiten durch gleichmäßig aufgereihte Rechteckfenster gegliedert sind. Aus Kostengründen wurde auf einen für Rathäuser üblichen Turm verzichtet. Bis auf ein kleines steinernes Wappen an der Straßenecke ist das Gebäude völlig schmucklos. Der völlige Verzicht auf dekorative Elemente ist einmalig unter den Berliner Rathäusern, lediglich der Schriftzug ‚RATHAUS WEDDING‘ über dem Eingangsportal ist ein weiteres Zugeständnis.

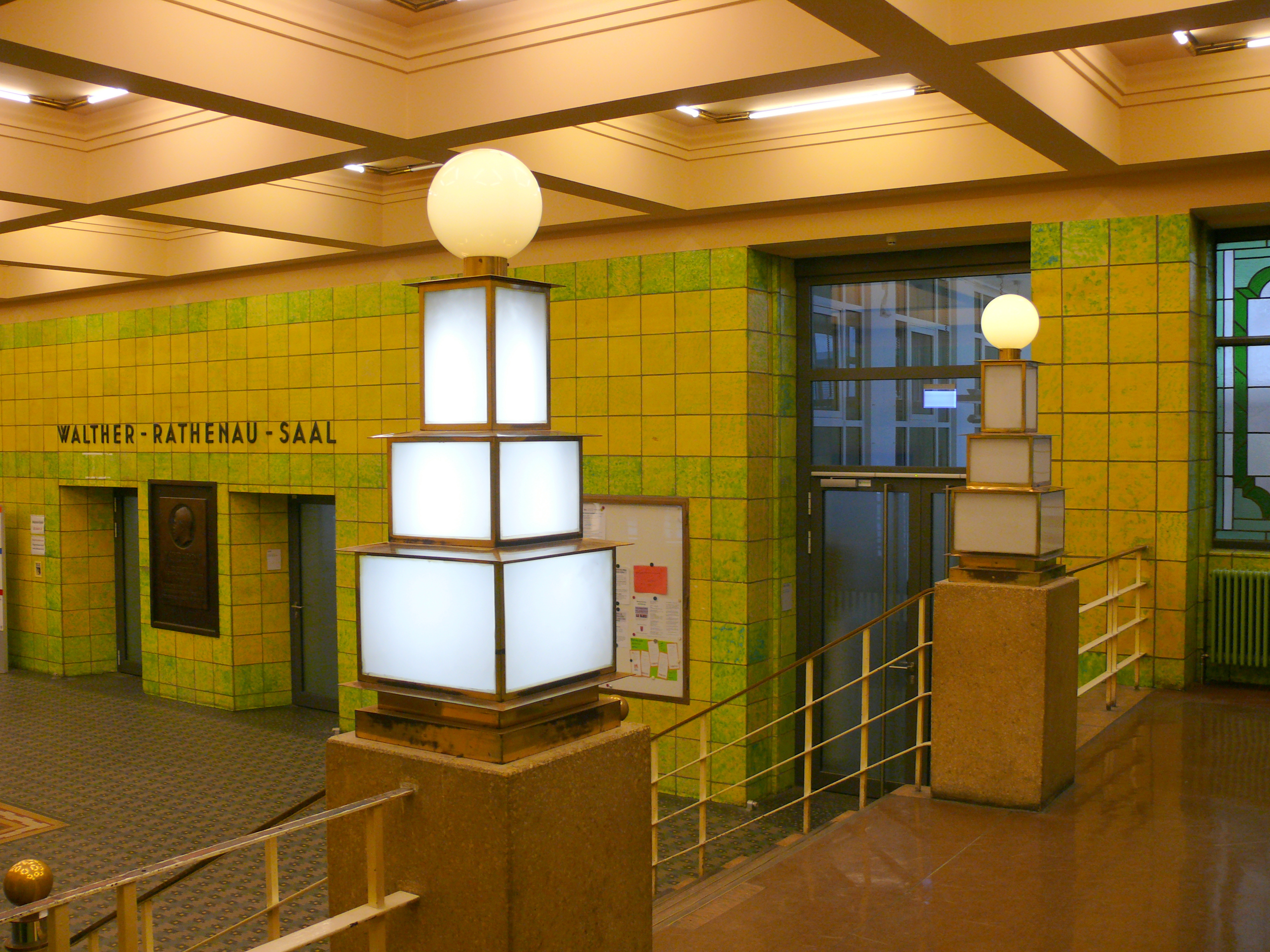
Eingangshalle mit Kandelaber und Kassettendecke

Der ein wenig hervorgehobene Eingang an der Müllerstraße führt in die niedrige, lediglich als Verteilerraum angelegte Eingangshalle, in der sich die strenge Sachlichkeit des Außenbaus fortsetzt. Die Wände sind mit gelben und grünen Keramikfliesen verkleidet, während im Boden ein Mosaik mit dem Berliner Wappen zu sehen ist. Auch hier setzt sich mit den Kassettendecken das Fensterraster des Außenbaus fort. Beachtung verdienen die Kandelaber der seitlichen Treppenaufgänge, die aus leuchtenden gestaffelten Türmen und einer aufgesetzten Kugellampe bestehen. Im Innenhof ist der historische, nach Walther Rathenau benannte Saal der Bezirksverordnetenversammlung angeordnet. Die Fenster der Sockelzone sind nach dem Zweiten Weltkrieg erneuert worden und damit nicht mehr im ursprünglichen Zustand erhalten.

## Neubau

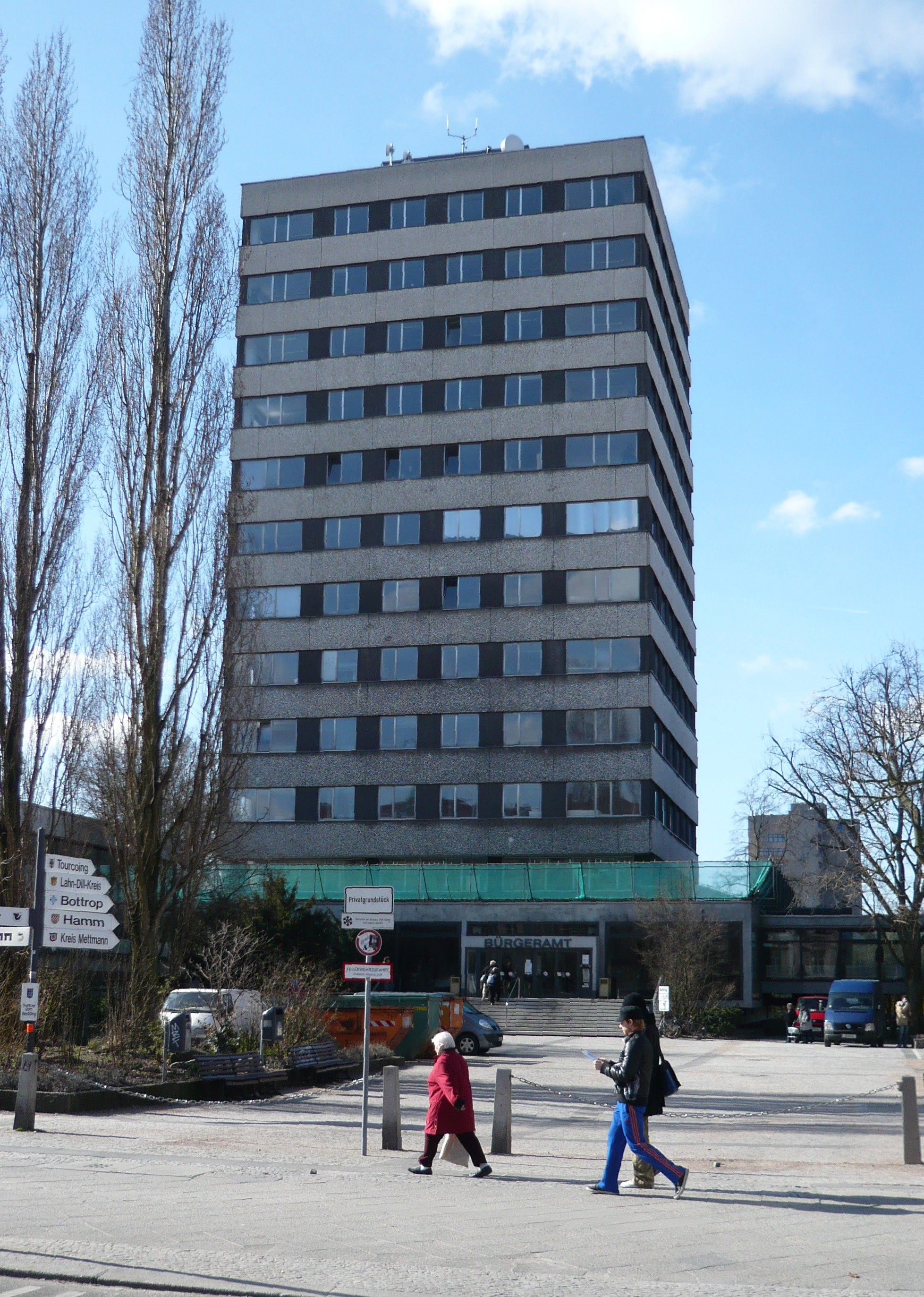
Neubau von 1966

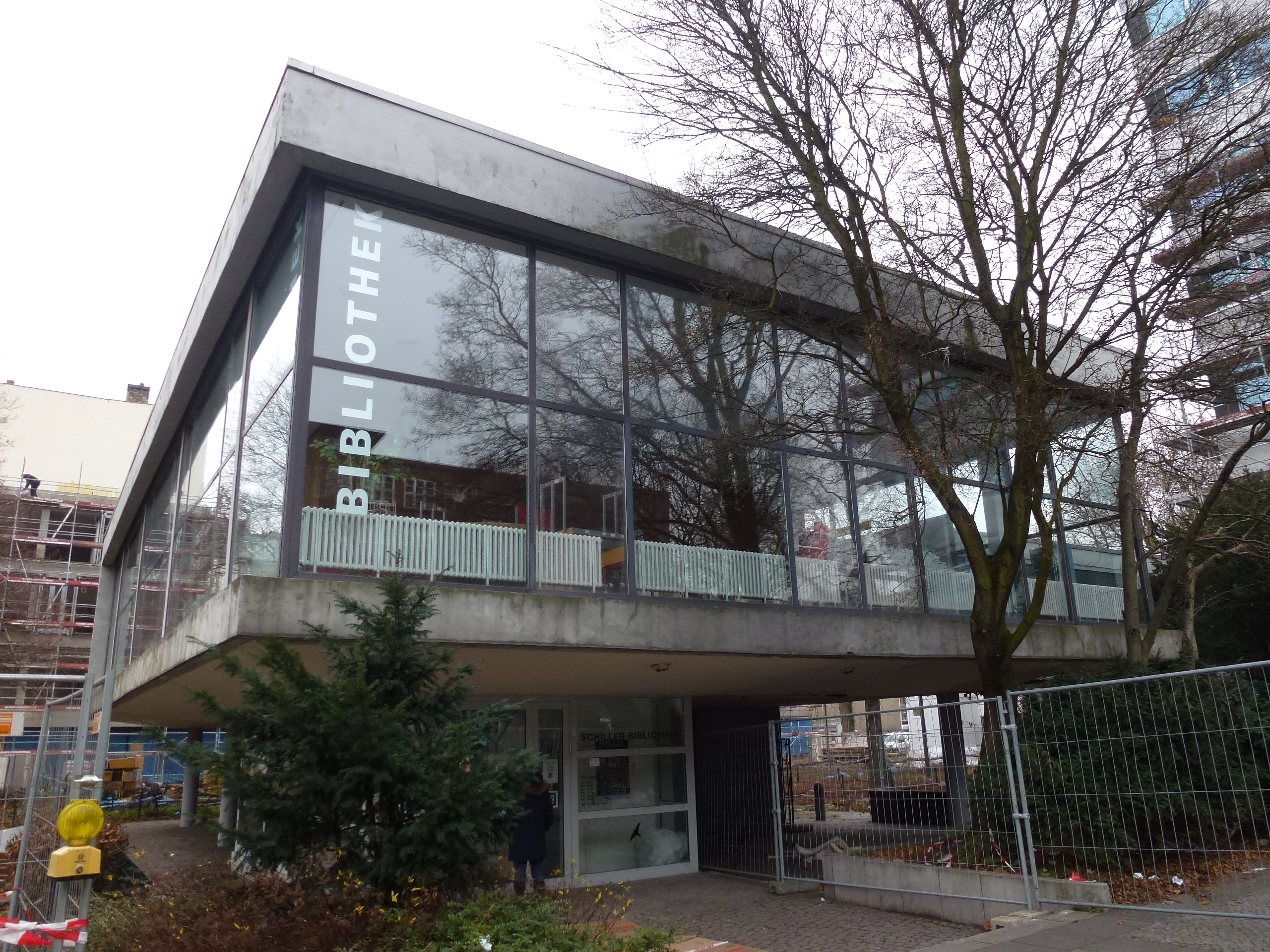
Pavillon der ehemaligen BVV

Von 1964 bis 1966 entstand als Ergänzungsbau das freistehende zwölfgeschossige Gebäude nach Plänen von Fritz Bornemann als Stahlbeton-Skelettbau mit vorgehängten Betonfertigteilen. Um einen Übergang zwischen Altbau und Neubau zu ermöglichen, ergänzte Bornemann den Altbau um einen Anbau. Dem Hochhaus ist der aufgeständerte Sitzungssaal der Bezirksverordnetenversammlung vorgelagert, der zu den herausragenden Beispielen der modernen Nachkriegsarchitektur gehört. Der kubische, von Betonstützen getragene Bau vermittelt den Gedanken einer transparenten Demokratie, indem die Wände an drei Seiten vollständig verglast sind. Nach der Bezirksreform 2001 war der Saal nutzlos geworden, da der damalige Bezirk Wedding im Bezirk Mitte als Ortsteil aufgegangen war. Der denkmalgeschützte Solitärbau beherbergte von 2006 bis 2014 die Schiller-Bibliothek.
Die um einen großzügigen Platz an der Müllerstraße gruppierten Alt- und Neubauten bezeichnen schräg gegenüber der Alten Nazarethkirche den administrativen Mittelpunkt des Ortsteils.

## Nutzung
- Im Altbau: Hier befinden sich das Amt für Soziales und Bürgerdienste, das Stadtentwicklungsamt, die Galerie Wedding, Geschäfte, eine Kaffeerösterei Coffee Star[4] sowie der Ratskeller.[5]
- Im Neubau: Bis zum Umzug im Oktober 2014 war hier das Bürgeramt untergebracht. Nachdem der Bezirk das Gebäude aus Kostengründen an das Land abgetreten hat, wird es seit Mitte 2015 als Jobcenter genutzt.
- Pavillon: Der ehemalige Bezirksverordnetensaal diente von 2006 bis zum 8. Dezember 2014 der Schiller-Bibliothek. Nach der Schließung begannen Vorbereitungen für einen Umzug in die neue Mittelpunktbibliothek, die daneben entstand.[6] Zum Jahresende 2015 übernahm das Jobcenter Mitte den Pavillon, in dem bis dahin Besprechungsräume und Büros entstanden.[7][8]
- Im Rathaus-Altbau befindet sich seit März 2009 die Galerie Wedding, die sich auf Einzel- und Gruppenausstellungen zum Thema Migration und Fremdheit fokussiert. Zielgruppe der Ausstellungen dort sind vor allem Einwohner des unmittelbaren Umfelds und des Ortsteils Wedding.[9]